# Boloria halflantsi
Boloria halflantsi är en fjärilsart som beskrevs av Cabeau 1922. Boloria halflantsi ingår i släktet Boloria och familjen praktfjärilar. Inga underarter finns listade i Catalogue of Life.